# SN 1940B
SN 1940B – supernowa typu II-P odkryta 5 maja 1940 roku w galaktyce NGC 4725. Jej maksymalna jasność wynosiła 12,80m.